# Червоное (Барвенковский район)
Червоное (укр. Червоне) — село,
Ивановский сельский совет,
Барвенковский район,
Харьковская область, Украина.
Код КОАТУУ — 6320483507. Население по переписи 2001 г. составляет 290 (143/147 м/ж) человек.

## Географическое положение
Село Червоное находится в 0,5 км от села Семиланное.
По селу протекает пересыхающий ручей на котором создана большая запруда (4,5 га).

## Культура
- Школа
- Клуб

## Достопримечательности
- Братская могила